# 明行寺 (長野市)
明行寺（みょうぎょうじ）は長野県長野市権堂町に存在する真宗大谷派の寺院。山号は観勝山。善光寺七寺に挙げられる場合がある。

## 歴史

### 開基から近世以前
1573年（天正元年）6月、釋秀應によって開基された。寺伝によると、善光寺に近く繁栄した至便の地であったため、各宗派の寄り合った学問道場として栄えたとされている。1760年（宝暦10年）の権堂町の村明細帳にはすでに浄土真宗と出ている。現在地よりも北西へ約80メートル離れた、表権堂通りから少し入った場所にあり、表権堂通りに面して太鼓橋と門があった。境内も広く、現在の約3倍と伝わり、小藤小路、明行寺の森、と言った言葉が今でも残る。
1646年（正保3年）2月、釋惠林によって寺内の教圓寺が開基される。
1751年（宝暦元年）2月19日、西之門町、桜小路角より出火。西南風に煽られ善光寺町一帯計1478戸を焼く大火事となり、明行寺も類焼する。本堂はのちに再建された。
文政年間（1818年 - 1829年）、現在地へ移転する。明行寺大門通りはこの頃出来たと考えられる。旧地は水茶屋の花房屋新之助と藤屋祐三郎が買い取っている。また、天保年間（1831年 - 1845年）に水茶屋の藤木屋が門前の借地で商いを始めている（後に移転）。
1848年（弘化4年）3月24日、善光寺地震が発生。明行寺は倒壊は免れたが翌25日昼頃に全焼した。その後本堂は嘉永年間（1848年～1855年）に再建されたとされる。
1852年（嘉永5年）4月13日、西後町より出火し東後町、権堂町へ延焼。計100戸以上を焼き、明行寺も類焼した。
なお、『長野市制80年史』には「明治初年」に火災があったとしているが、具体的な年次等は不明である。

### 近代以降
明治初期には表権堂通りに面して太鼓橋と門があり、明行寺大門通りがそこまで延びていたが、いずれも市街地整備のため市に寄進している。また、地租改正時の地図には「明行寺持ち」と書かれた田2枚があるが後に売却している。戦前まで恵信尼の講があり、300人を超える講として盛んであった。
1870年（明治3年）3月22日、東本願寺の北海道開拓の一行を17代住職釋秀導が長野通過の際の先導役を務める。
1886年（明治19年）に本堂を起工、1889年（明治22年）11月11日に落慶した。釋秀導が亡くなった後、しばらく住職無住となっていたが坊守の縁故先の専勝寺に法務などは支援されていた。1902年（明治35年）に18代住職圭夫（たまお）が入寺し、元の寺勢に戻っている。
1923年（大正12年）9月1日の関東大震災時には無料宿泊所指定を受け、6日夜から7日朝までに14名が宿泊した。

## 境内
- 本堂　1889年（明治22年）再建。長野市の宮大工、山嵜儀作の作と考えられる彫刻がある。
- 山門　1926年（大正14年）再建。
- 五重の石塔　1924年（大正12年）建立。寄進者はすべて権堂町を中心とした芸妓置屋、料亭、小料理屋である。
- 碓井良貞墓　1859年（安政6年）建立。観世流謡曲師、碓井良貞の墓である。